# نانسي وليم
نانسي وليم (بالإنجليزية: Nancy Hale)‏ (6 مايو 1908، بوسطن في الولايات المتحدة - 24 سبتمبر 1988، شارلوتسفيل في الولايات المتحدة)؛ كاتِبة وروائية أمريكية.